# Scottish Football League 1890-91
La Scottish Football League 1890-91 fue la primera edición de la Scottish Football League, la máxima categoría del fútbol de Escocia, disputada entre el 16 de agosto de 1890 y el 21 de mayo de 1891. Los campeones de la liga fueron Dumbarton y Rangers, que terminaron la temporada con el mismo número de puntos.

## Equipos participantes
| Equipo              | Localidad  | Estadio         |
| ------------------- | ---------- | --------------- |
| 3rd LRV             | Glasgow    | Cathkin Park    |
| Abercorn            | Paisley    | Underwood Park  |
| Cambuslang          | Cambuslang | Whitefield Park |
| Celtic              | Glasgow    | Celtic Park     |
| Cowlairs            | Glasgow    | Springvale Park |
| Dumbarton           | Dumbarton  | Boghead Park    |
| Heart of Midlothian | Edimburgo  | Tynecastle      |
| Rangers             | Glasgow    | Ibrox Park      |
| Renton              | Renton     | Tontine Park    |
| St Mirren           | Paisley    | Westmarch       |
| Vale of Leven       | Alexandria | Millburn Park   |

## Desarrollo
El 30 de septiembre de 1890, después de jugar cuatro partidos en la liga, la Asociación Escocesa de Fútbol suspendió a Renton por jugar contra un equipo acusado de profesionalismo, y el club fue posteriormente expulsado de la liga, y sus estadísticas borradas. Celtic, 3rd LRV y Cowlairs fueron descontados cuatro puntos cada uno por alinear jugadores imposibilitados de actuar.
Al final de la temporada, los tres últimos equipos tuvieron que presentar solicitudes para volver a unirse a la liga para la próxima temporada, junto con otros clubes no pertenecientes al campeonato. St Mirren, Vale of Leven y Cowlairs presentaron solicitudes junto con Leith Athletic, que no pertenecía a la liga. En la elección, Cowlairs perdió su posición ante Leith Athletic, y St Mirren y Vale of Leven fueron reelegidos.

### Clasificación
| Pos. | Equipo              | Pts. | PJ | G  | E | P  | GF | GC | Dif. | Clasificación           |
| ---- | ------------------- | ---- | -- | -- | - | -- | -- | -- | ---- | ----------------------- |
| 1    | Dumbarton (C)       | 29   | 18 | 13 | 3 | 2  | 61 | 21 | +40  | Final por el campeonato |
| 1    | Rangers (C)         | 29   | 18 | 13 | 3 | 2  | 58 | 25 | +33  | Final por el campeonato |
| 3    | Celtic              | 21   | 18 | 11 | 3 | 4  | 48 | 21 | +27  |                         |
| 4    | Cambuslang          | 20   | 18 | 8  | 4 | 6  | 47 | 42 | +5   |                         |
| 5    | 3rd LRV             | 15   | 18 | 8  | 3 | 7  | 38 | 39 | −1   |                         |
| 6    | Heart of Midlothian | 14   | 18 | 6  | 2 | 10 | 31 | 37 | −6   |                         |
| 7    | Abercorn            | 12   | 18 | 5  | 2 | 11 | 36 | 47 | −11  |                         |
| 8    | St Mirren           | 11   | 18 | 5  | 1 | 12 | 39 | 62 | −23  | Reelegido               |
| 8    | Vale of Leven       | 11   | 18 | 5  | 1 | 12 | 27 | 65 | −38  | Reelegido               |
| 10   | Cowlairs (D)        | 6    | 18 | 3  | 4 | 11 | 24 | 50 | −26  | No reelegido            |
| 11   | Renton              | 0    | 0  | 0  | 0 | 0  | 0  | 0  | 0    | Descalificado           |

 Fuente: SPFL
Notas:
1. 1 2  Dumbarton y Rangers terminaron empatados en puntos, y un partido de desempate para determinar al campeón terminó en un empate 2-2, por lo que ambos equipos fueron declarados campeones en conjunto.
2. 1 2 3  A Celtic, 3rd LRV y Cowlairs se les descontaron cuatro puntos a cada uno por alinear jugadores no permitidos.
3. ↑  Cowlairs falló en su reelección para competir en la liga la próxima temporada.
4. ↑  Renton fue expulsado de la liga en septiembre de 1890 por profesionalismo y sus estadísticas fueron borradas.

### Final por el campeonato
El 9 de mayo de 1891, Rangers derrotó al 3rd Lanark RV por 4-1 en su último partido de liga, lo que los dejó en empate en primer lugar de la tabla de posiciones junto a Dumbarton a 29 puntos. Un partido de desempate se organizó para determinar cual equipo sería el campeón. Sin embargo, este encuentro terminó en empate y, al no haber más fechas disponibles para una repetición antes del final de la temporada, se decidió que Dumbarton y Rangers fueran declarados campeones conjuntos.
| 21 de mayo de 1891 | Dumbarton                   | 2-2 | Rangers                           | Cathkin Park, Glasgow                                     |                                                           |
|                    | - John Miller - Jack Taylor |     | - Andrew McCreadie - David Hislop | Asistencia: 10 000 espectadores Árbitro(s): John Marshall | Asistencia: 10 000 espectadores Árbitro(s): John Marshall |

| Campeones Dumbarton y Rangers |
| 1.er título de ambos          |